# Двигатель Prince
Prince — серия рядных четырёхцилиндровых шестнадцатиклапанных бензиновых двигателей внутреннего сгорания объёмом 1,4—1,6 л, выпускаемых компаниями BMW и PSA Group с 2006 года. Двигатели оснащаются турбонаддувом и системой непосредственного впрыска топлива.
Компания BMW выпускает следующие двигатели на базе семейства Prince: N13, N12 (устанавливаются на автомобили Mini), N14 (устанавливался в 2007—2013 годах на Mini Cooper), N16 (устанавливался в 2009—2013 годах на Mini Cooper) и N18 (устанавливался в 2011—2013 годах на Mini Cooper). С 2011 года двигатели устанавливаются на BMW 1 (F20).

## Описание
Подразделение PSA Group начало выпуск двигателей Prince в 2006 году в качестве преемников PSA TU. Впервые двигатель был представлен на Peugeot 207.
Компоненты двигателя разрабатываются в Дуврене, а двигатели Mini и BMW выпускаются в Уорикшире. 29 сентября 2010 года компания BMW объявила, что с 2012 года 1,6—литровый двигатель Prince будет устанавливаться на Saab 9-3. Однако компания Saab к 2012 году была закрыта, и поставки были аннулированы.
В 2011 году на Женевском автосалоне компания Saab представила последний концепт-кар — Saab PhoeniX с 1,6-литровым двигателем с турбонаддувом мощностью 147 кВт (200 л. с.).
25 июня 2014 года двигатель получил восьмую подряд премию Двигатель года.

## 1,4 L EP3 /EP3C (PSA)
- Объём: 1,4 л (1397 см3)
- Мощность: 66—70 кВт (89—94 л. с.)
- Крутящий момент: 136—140 Н·м

### Устанавливался на
- 2005—2014 Peugeot 207
- 2007—2010 Mini One
- 2007—2013 Peugeot 308 (308 см3 до 2015 года)
- 2009—2013 Citroën C3
- 2009—2017 Citroën C3 Picasso
- 2009—2012 Citroën DS3
- 2012—2015 Peugeot 208

## 1,6 L EP6 / EP6C (PSA)
- Объём: 1,6 л (1598 см3)
- Мощность: 88 кВт (120 л. с.) при 6000 об/мин
- Крутящий момент: 160 Н·м при 4250 об/мин

### Устанавливался на
- 2007—2012 Peugeot 207 Sport
- 2007—2015 Mini Cooper
- 2007—2014 Mini One
- 2012—2015 Peugeot 208
- 2013—2015 Peugeot 2008
- 2007—2013 Peugeot 308 (308 см3 до 2015 года)
- 2010—2015 Peugeot 3008
- 2011—2015 Peugeot 508
- 2008—2014 Citroën C4
- 2009—2016 DS 3
- 2009—2015 DS 4
- 2009—2014 Citroën C3
- 2009—2017 Citroën C3 Picasso

## 1,6 L с турбонаддувом (PSA)
- Объём: 1,6 л (1598 см3)
- Мощность: 110 кВт (148 л. с.)
- Крутящий момент: 240 Н·м при 1400 об/мин

### THP150
- 2006—2014 Peugeot 207 CC/GT
- 2007 — настоящее время Peugeot 308
- 2011 — настоящее время Peugeot 508
- 2010—2015 Peugeot RCZ (THP156)
- 2008 — настоящее время Citroën C4
- 2008 — настоящее время Citroën C4 Picasso
- 2008 — настоящее время Citroën Grand C4 Picasso
- 2013—2022 Citroën C4 (Россия)
- 2009—2019 DS 3
- 2010—2018 DS 4
- 2012—2018 DS 5
- 2011 — настоящее время Peugeot 408 Sport
- 2012 — настоящее время Peugeot 208

### THP163
- 2011 — настоящее время Peugeot 408
- 2015 — настоящее время Citroën C4 Grand Picasso
- 2016 — настоящее время Peugeot 3008
- 2017 — настоящее время Peugeot 5008
- 2018 — настоящее время Citroën C4 Cactus (Аргентина, Бразилия, Латинская Америка)

### THP175 (EP6DTS/EP6CDTS)
- 2006—2010 Peugeot 207 RC
- 2007—2010 Mini Cooper S
- 2007—2011 Mini John Cooper Works (BMW)
- 2008—настоящее время Peugeot 308
- 2010 Citroën DS3 Racing (EP6CDTS)

### EP6CDTX
- 2010—2015 Peugeot RCZ
- 2010—2013 Peugeot 308 GTi
- 2010—2018 DS 4
- 2012—2019 Peugeot 208 GTi
- 2021 — настоящее время Peugeot 3008 GT Hybrid4
- 2012—2014 Mini John Cooper Works GP[11]

### Другие модификации
- EP6FDT
- EP6FDTX
- EP6FDT
- EP6FDTR
- EP6CDTR